# Piaggio Ape Calessino
Le modèle Ape Calessino a été présenté en 1948. Il est construit sur la base du triporteur Ape transformé pour le transport de personnes. Il a connu un succès quasi immédiat notamment dans les centres balnéaires de la côte adriatique où les touristes profitèrent de ce moyen de locomotion simple et bon marché. Une version actualisée a été lancée en 2007.

## Histoire
L'Ape Calessino est apparu en 1948 comme une des multiples versions aménagées du triporteur Ape, une transformation à trois roues du scooter  Vespa. 
Le nom Calessino vient de l'aspect du premier modèle lors de son lancement. Constitué d'une Vespa normale à laquelle a été ajoutée une banquette à l'arrière, le tout couvert par une bâche repliable, ressemblait à une calèche d'antan.
L'intention du constructeur italien Piaggio était de réaliser un véhicule simple et économique pour transporter des personnes sur de petites distances, adapté aux nombreuses localités touristiques du pays qui, dès la fin de la Seconde Guerre mondiale, étaient à nouveau très fréquentées par des touristes italiens et étrangers qui venaient se plonger dans la « dolce vita ».
Son succès en Italie ne fléchit pas, bien au contraire, malgré la concurrence des petites voitures de l'époque, notamment la Fiat 500. Le Calessino est exporté dans de nombreux pays où le climat s'y prête, notamment en Asie, où il devient rapidement un véritable best-seller. Il connait un excellent succès commercial, remplaçant les rickshaws et pousse-pousse locaux. Il a été rebaptisé Tuk-tuk. En Inde, il a été importé jusqu'en 1955, mais la demande trop importante imposa la construction d'une usine de production locale. À Bangkok, le Calessino' devint un des symboles de la ville.
La production de ce modèle a pris fin au début des années 1960 mais il va renaître en 2007, avec Piaggio qui lance une série limitée de 999 exemplaires pour fêter son 60e anniversaire de la Vespa et de ses dérivés. Vu le succès rencontré, Piaggio décide de relancer le modèle, qui figure au catalogue du constructeur. De nombreuses versions sont venues compléter l'offre initiale.
En juillet 2009, Piaggio lance sa gamme de véhicules électriques dont le Calessino Electric Lithium. Après avoir vendu plus de deux millions de petits Calessino essence et diesel dans le monde, comme il l'avait fait avec la Vespa, Piaggio lance la gamme écologique durable, qui dispose d'une autonomie constatée de 75 km au minimum avec une durée de recharge de moins de 4 heures à partir d'une simple prise de courant de 240 volts. Les batteries sont garanties 15 ans ou 800 cycles de charge, soit l'équivalent de 60 000 km.
En 2013, Piaggio lance une nouvelle version équipée d'un moteur essence de 200 cm3, accessible aux jeunes à partir de 16 ans avec un permis A1.

### Modèles Piaggio Apé Calassino Inde
Les modèles Vespa et Calassino ont été fabriqués en Inde depuis 1955 par Bajaj Motorcycles Ltd. Depuis 1999, les Ape Calassino sont fabriqués dans la nouvelle usine de Baramati, province de Pune. Les versions indiennes sont écrites Apé.
- Apé City, disponible avec un moteur diesel de 395 cm³ d'une puissance de 5,52 kW ou un moteur essence de 275 cm³ et 7,07 kW ou bi carburant (gaz naturel/essence) de 275 cm³ et 4,99 kW (5,76 kW avec l'essence); GPL/essence de 275 cm³ et 5,4 kW (5,85 kW en essence),
- Apé Xtra Passenger, disponible avec un moteur diesel de 395 cm³ d'une puissance de  8 Ch; ou au gaz naturel de 395 cm³ de 5,5 kW (7,53 Ch); ou GPL de 395 cm³ et 6,6 kW (9 Ch),
- Apé mini (version indienne de l'Ape Poker italien), disponible avec un moteur diesel de 441 cm³ d'une puissance de 6,6 kW (9 Ch).